# Спартакиада. Локальное потепление
«Спартакиада. Локальное потепление» — российский художественный комедийный фильм в жанре фэнтези режиссёра Виктора Лакисова.

## Сюжет
Савелий Демидович, бизнес-магнат и владелец фабрики по производству новогодних игрушек, слышит по радио шутку про патенты и решает запатентовать все новогодние атрибуты и бренды. На следующий день он едет на свою фабрику, но случайно попадает на ежегодное плановое мероприятие для сотрудников института. На мероприятии Савелий знакомится с девушкой Анной и заводит с ней романтические отношения. Он решает впечатлить девушку и выдаёт себя за одного из учёных. Его друг детства, Шурик, тоже заинтересован в начале отношений между Савелием и Анной, поскольку замечает у последней подругу Соню, которая ему начинает нравиться. Савелий просит друга представиться девушкам бизнесменом, чтобы оправдать поход в дорогой ресторан. Впоследствии выясняется, что Анна является адвокатом комитета, с которым судится бизнес-магнат и владелец фабрики по производству новогодних игрушек.

## В ролях
- Вячеслав Разбегаев в роли Савелия Демидовича
- Анна Горшкова в роли Анны
- Александр Носик в роли Шурика
- Станислав Костецкий в роли деда мороза
- Галина Петрова в роли Иды
- Сергей Олексяк в роли Игоря
- Александра Комарова в роли Сони

## Производство
В феврале 2008 года фильм был показан на кинофестивале «Дух огня» в категории «дебютные российские фильмы», а также стал одним из завершающих кинофестиваль. В июне того же года фильм был показан на кинофестивале «Фестиваль Фестивалей» в категории «современное российское кино».

## Критика
Кинокритик Евгений Баженов дал фильму отрицательную оценку, отметив, что после «таких фильмов» хочется, чтобы Новый Год «никогда не наступал».